# Fladder
Der Fladder ist ein Ortsteil der Gemeinde Holdorf im Landkreis Vechta. Er liegt im Nordwesten der Gemeinde und grenzt an die Gemeinden Gehrde, Badbergen und Neuenkirchen-Vörden. Der Fladder wurde 1231 zum ersten Mal schriftlich erwähnt, und zwar im Zusammenhang mit der Gemeinde Holdorf, zu der er gehört. Seinen offiziellen Namen jedoch bekam er erst, als eine Poststelle eingerichtet wurde, um Fladder besser von Fladderlohausen unterscheiden zu können.

## Geschichte

### Ursprung
Ursprünglich gehörte der Fladder, auch wenn zu dieser Zeit noch keine Besiedelung vorhanden gewesen sein dürfte, zum Dersagau, von dem auch die Dersaburg ihren Namen hat. Den Namen hat der Fladder vom niederdeutschen Wort „Fladder“ oder auch „Fledder“, das so viel wie sumpfiges Grasland bedeutet und die geographische Charakteristik, die hier früher vorherrschte zeigt. Den Begriff „Fladder“ für Ortsteile findet man in ganz Norddeutschland.

### Erste Besiedelung
Die erste größere Besiedelung erfolgte im späten 18. Jahrhundert nach der Teilung der Fladderlohausener Mark. Diese Markenteilung wurde hauptsächlich vorangetrieben, um die fruchtbaren Felder im Fladder an die Landwirte aus Fladderlohausen und Grandorf zu verteilen, die dann hier ihre Heuerstellen errichteten.

### Politische Zugehörigkeiten
Bis 1827 gehörte der Fladder verwaltungstechnisch zum Kirchspiel Damme (Dümmer). Ab 1827 wurde Holdorf dann ein selbstständiges Kirchspiel, und somit gehörten die Fladderaner Einwohner nun offiziell zum Kirchspiel Holdorf. Dies bedeutete die Selbstverwaltung für alle katholischen Einwohner. Die evangelischen Bürger im Fladder gehörten von jetzt an auch nicht mehr nur noch als Anhängsel zur evangelischen Kirche in Neuenkirchen, sie waren nun eine Kirchengemeinde in der Kirchengemeinde und führten ab 1827 eigene Kirchenbücher.
Von 1933 bis 1945 gehörte die Gemeinde Holdorf und somit auch der Fladder zur Großgemeinde Neuenkirchen, dies wurde aber nach dem Krieg wieder rückgängig gemacht.

### Postwesen
Im Kolonial- und Manufakturwarenladen von August Bornhorst (* 24. März 1877, † 16. August 1966) wurde am 30. August 1929 eine neue Poststelle mit Fernsprechanlage eingerichtet. Meist wurden die Lehrlinge mit der Postzustellung beauftragt, was aufgrund der Tatsache, dass 80 % der Post für Bornhorst selbst war, nicht allzu lange dauerte. 18 Haushalte wurden täglich beliefert; oft ergab es sich aber, dass ein Haushaltsmitglied Waren aus dem Geschäft holte und so die Posttasche oder Zeitung gleich mitnahm. Nach Beendigung des Krieges wurde der Postbetrieb ab dem 1. Juli 1945 wieder aufgenommen. Da noch kein Benzin da war, kam zunächst dreimal wöchentlich ein Bote per Fahrrad von Damme und tauschte die Post aus. Am 28. März 1949 wurde die Poststelle Bornhorst geschlossen und die Posthilfstelle Giere eröffnet. Ihre offizielle Bezeichnung war „Posthilfstelle Fladder, Post Fladderlohausen über Damme“. Die monatliche Rentenauszahlung war die wichtigste Aufgabe von Postvorsteher Bernhard Giere (* 28. November 1892; † 4. Dezember 1952). Seine Nachfolgerin bis zur Schließung der Poststelle am 30. Juni 1955 wurde seine Tochter Erna.